# Schloss Greifenstein (Unterfranken)

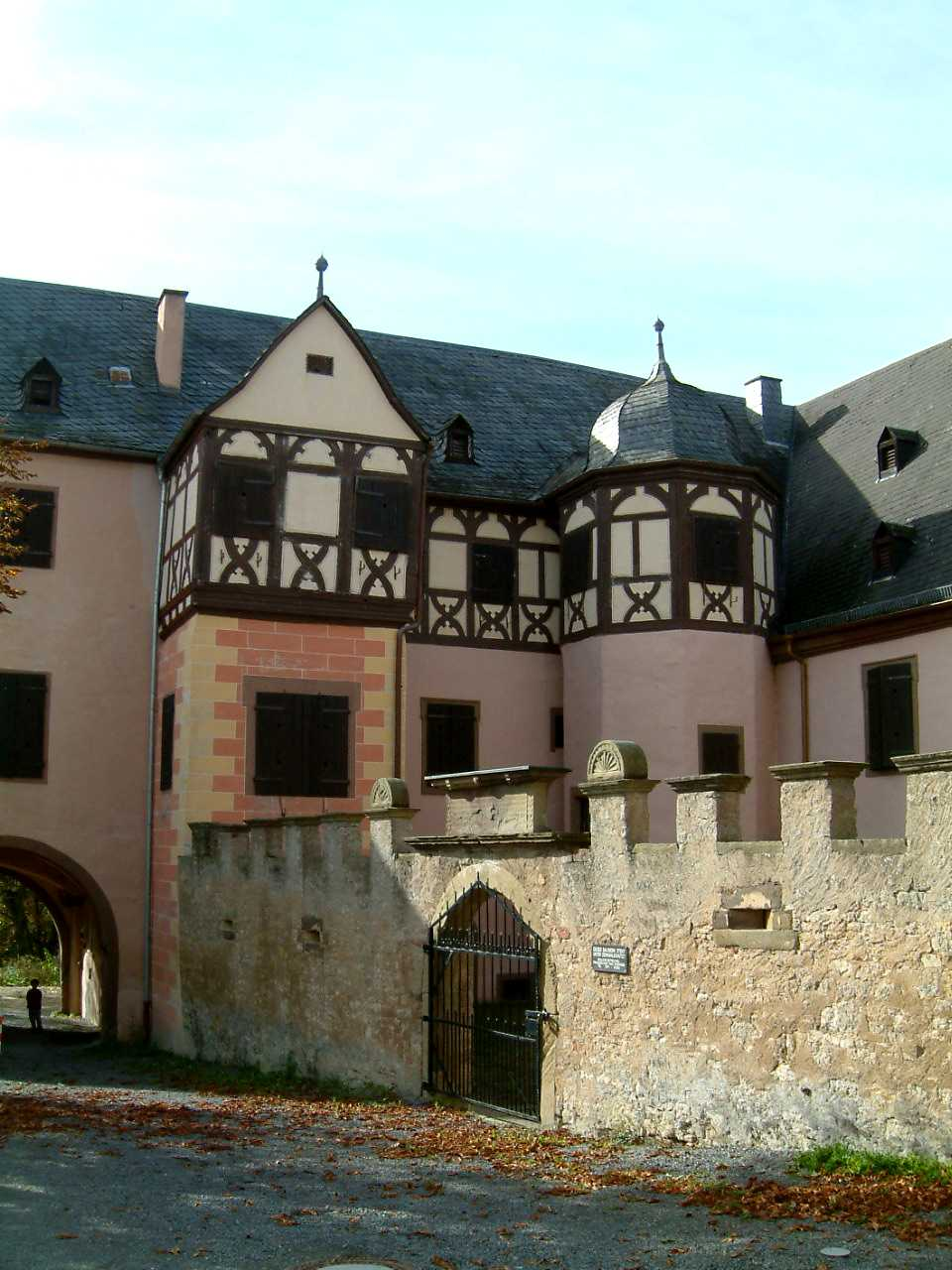
Schloss Greifenstein, Nordostansicht

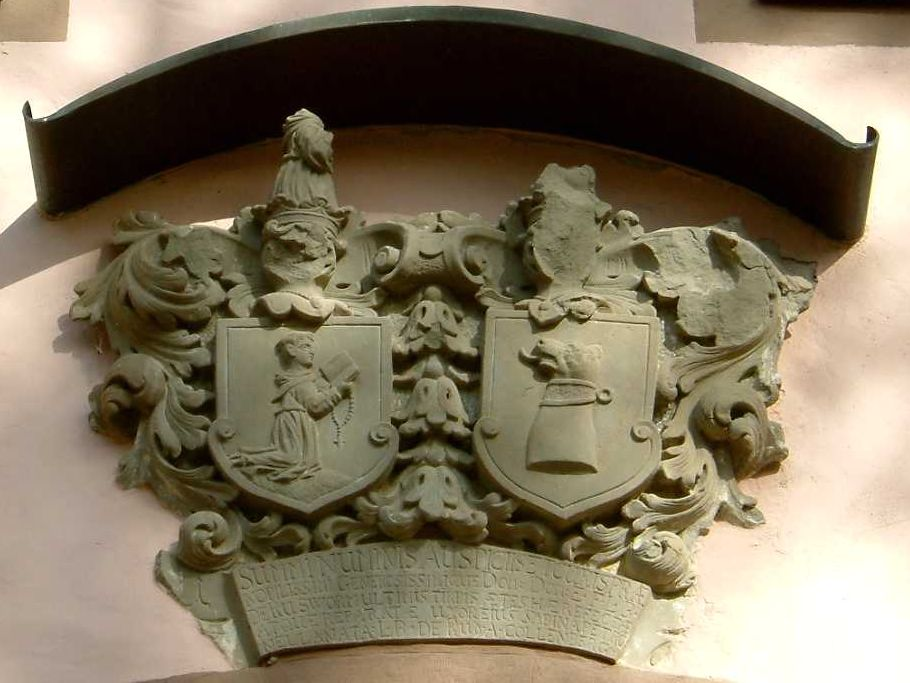
Allianzwappen von Rußwurm und Rüdt von Collenberg

Das Schloss Greifenstein befindet sich im Truppenübungsplatz Hammelburg, unmittelbar oberhalb der abgesiedelten Ortschaft Bonnland im Landkreis Bad Kissingen in Bayern. Besichtigt werden kann das Schloss daher nur während eines Tages der offenen Tür der Bundeswehr.

## Geschichte
Das Schloss Greifenstein wurde vermutlich ab 1558 von Philipp III. von Thüngen erbaut. Man fand an einem Giebel einen Schlussstein mit der Jahreszahl 1565, der diese Bauzeit belegt. Im Zuge einer Renovierung Ende der 1970er Jahre wurden keine Belege für ein Vorgängergebäude gefunden.
1657 wurde Greifenstein an den Generalmajor Hans-Georg von Rußwurm verkauft. 1726 wurde Greifenstein in der heutigen Form umgebaut. 1732 erlosch die Familie von Russwurm und die von Gleichen übernahmen das Schloss als Reichsfreiherren von Gleichen-Russwurm. Ab 1756 lebte der markgräflich bayreuthische Offizier und Naturforscher Wilhelm Friedrich Freiherr von Gleichen genannt von Rußwurm mit seiner Familie auf dem Schloss.
1793 besuchte Friedrich Schiller das Schloss mit seiner Frau Charlotte auf seiner Reise von Weimar nach Stuttgart.
1828 heiratete Schillers jüngste Tochter Emilie Heinrich Adalbert von Gleichen-Russwurm und lebte von da an bis zu ihrem Tode 1872 auf Greifenstein. Ihr Sohn Heinrich Ludwig, ein deutscher Impressionist und Professor an der Großherzoglichen Kunstschule in Weimar, lebte und malte in Bonnland.
1895 lebte und arbeitete Schillers Urenkel Alexander von Gleichen-Rußwurm, ein ehemaliger Offizier und bekannter kulturhistorischer Schriftsteller auf Greifenstein, der dort das Schiller-Archiv einrichtete.
1936 wurde Greifenstein renoviert. Das Schiller-Archiv wurde nach Marbach am Neckar verlegt und befindet sich im heutigen Deutschen Literaturarchiv. 1938 wurden Bonnland und sein Schloss abgesiedelt und Teil des seit 1893 bestehenden Truppenübungsplatzes Hammelburg. Nach dem Zweiten Weltkrieg wurden Heimatvertriebene in Greifenstein untergebracht.
1982 wurde Greifenstein renoviert. Das Schloss steht unter Denkmalschutz. Der Truppenübungsplatz wird weiter genutzt, Schloss Greifenstein ist, anders als die Ortschaft Bonnland, jedoch Sperrgebiet für die übende Truppe.